# Åke från Åstol (musikalbum)
Åke från Åstol är ett musikalbum från 1998 av Galenskaparna och After Shave.

## Låtlista
Alla låtar skrivna av Knut Agnred.
1. "Här ska vi salta sillar" – 3:51 (Knut, kör: Jan, Per)
2. "En riktig fuling" – 3:31 (Jan, Knut)
3. "Pappa, flytta inte in till Tjörn" – 4:27 (Knut, Per)
4. "Hej med dig, Åstol" – 4:51 (Knut, Kerstin)
5. "Snus och cigaretter" – 2:56 (Per, Knut)
6. "Data, data, data" – 3:41 (Anders, Knut)
7. "Du är dum" – 4:01(Jan, Per)
8. "Vi ska sälja sill" – 4:06 (Per, Knut, Anders, Jan)

Arrangemang: Knut Agnred (1, 4, 5, 8), Jan Bjerger (2, 3, 6, 8), Charles Falk (4, 7)

## Medverkande musiker
- Knut Agnred - Sång
- Per Fritzell - Sång
- Jan Rippe - Sång
- Kerstin Granlund - Sång
- Anders Eriksson - Sång
- Den ofattbara orkestern:
  - Charles Falk - Kapellmästare, Keyboard
  - Jan Gunér - Bas
  - Måns Abrahamsson - Trummor
  - Jan Bjerger - Trumpet
  - Anders Börjesson - Saxofon
  - Peter Johansson - Trombon
  - Knut Agnred - Piano, dragspel